# 網引村
網引村（あびきむら）は、広島県芦品郡にあった村。現在の福山市の一部にあたる。

## 地理
神谷川の流域に位置していた。

## 歴史
- 1889年（明治22年）4月1日、町村制の施行により、品治郡宮内村、上安井村、下安井村が合併して村制施行し、網引村が発足[1][2]。旧村名を継承した宮内、上安井、下安井の3大字を編成[2]。
- 1898年（明治31年）10月1日、郡の統合により芦品郡に所属[1][2]。
- 1955年（昭和30年）2月1日、芦品郡新市町、常金丸村、戸手村と合併し、新市町が存続して廃止された[1][2]。

### 地名の由来
網引浦の故事にちなむ。

## 産業
- 農業、葉煙草[2]